# 尼克·史密斯

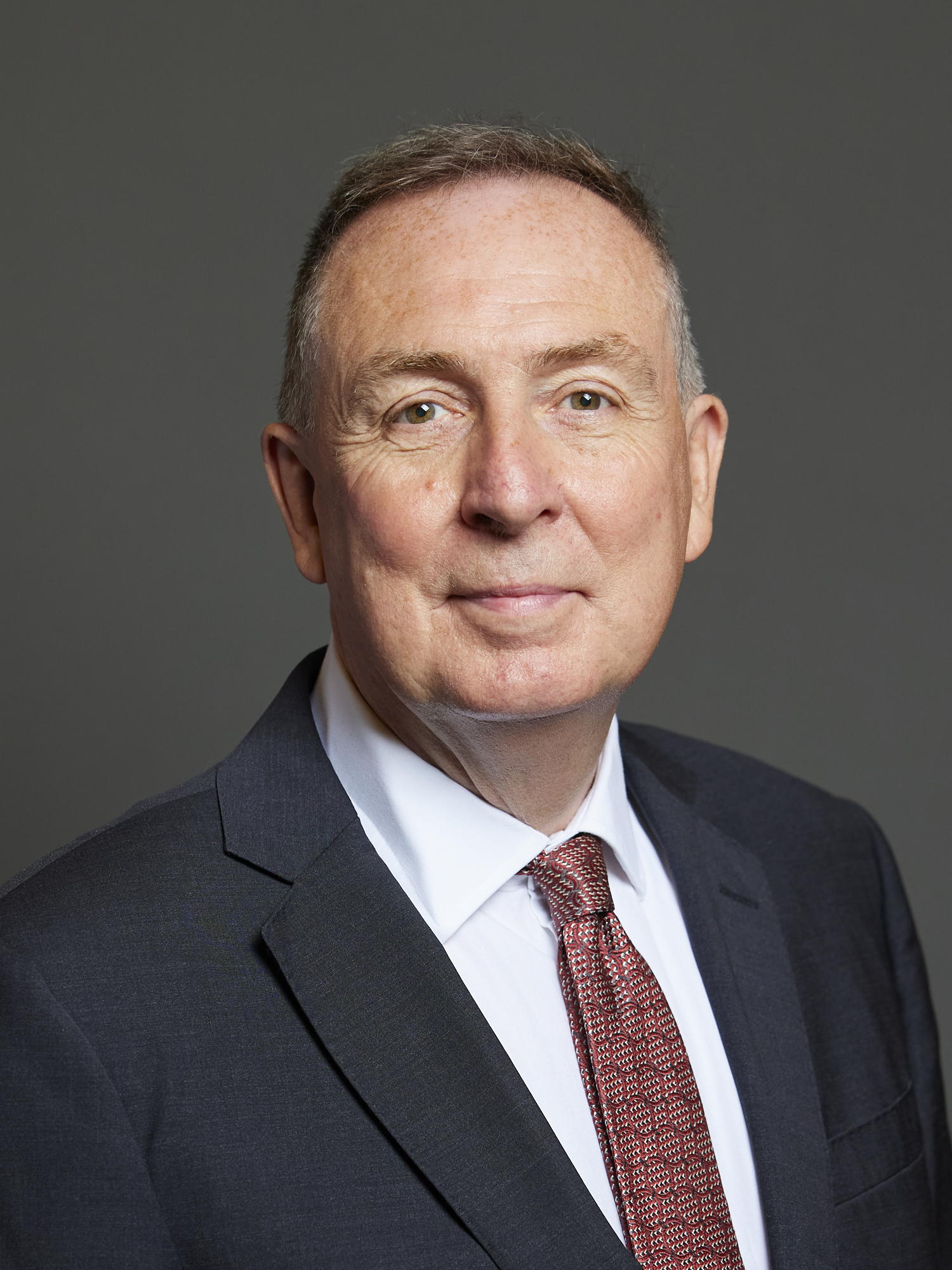

尼克·史密斯（Nick Smith，1960年1月14日—）是一位威爾斯政治人物，他的黨籍是工黨。自2010年開始，他擔任布萊諾格溫特選區選出的英國下議院議員。